# Freeport (Pennsylvania)
Freeport  è una borough degli Stati Uniti d'America, nella contea di Armstrong nello stato della Pennsylvania. Secondo il censimento del 2000 la popolazione è di 1.962 abitanti.

## Società

### Evoluzione demografica
La composizione etnica vede una prevalenza di quella bianca (98,42%), seguita da quella afroamericana e asiatica (entrambe 0,25%), dati del 2000.
| borough di Freeport Popolazione |       |
| 2000                            | 1.962 |
| Stima al 01-07-07               | 1.820 |